# Neath (circonscription du Parlement britannique)
Pour les articles homonymes, voir Neath (homonymie).
Circonscription parlementaire de la 

Chambre des communes
Neath est une circonscription parlementaire britannique située au pays de Galles.

## Membres du Parlement
| Election | Election | Membres             | Parti             | Portrait |
| -------- | -------- | ------------------- | ----------------- | -------- |
|          | 1918     | John Hugh Edwards   | Coalition Liberal |          |
|          | 1922     | Sir William Jenkins | Labour            |          |
|          | 1945     | D. J. Williams      | Labour            |          |
|          | 1964     | Donald Coleman      | Labour            |          |
|          | 1991     | Peter Hain          | Labour            |          |
|          | 2015     | Christina Rees      | Labour Co-op      |          |

## Élections

### Élections dans les années 2010
| Élections générales de 2017: Neath |                    |                   |        |      |       |
| Parti                              | Parti              | Candidat          | Votes  | %    | ±     |
|                                    | Labour Co-op       | Christina Rees    | 21,713 | 56.7 | +12.9 |
|                                    | Conservateur       | Orla Lowe         | 9,082  | 23.7 | +8.4  |
|                                    | Plaid Cymru        | Daniel Williams   | 5,339  | 13.9 | −4.2  |
|                                    | UKIP               | Richard Pritchard | 1,419  | 3.7  | −12.7 |
|                                    | Libéral Démocrates | Frank Little      | 732    | 1.9  | −1.2  |
| Majorité                           | Majorité           | Majorité          | 12,631 | 33.0 | +7.3  |
| Participation                      | Participation      | Participation     | 38,285 | 68.5 | +1.3  |
|                                    | Labour Co-op hold  | Labour Co-op hold | Swing  | +2.2 |       |

| Élections générales de 2015: Neath, |                    |                   |        |      |       |
| Parti                               | Parti              | Candidat          | Votes  | %    | ±     |
|                                     | Labour Co-op       | Christina Rees    | 16,270 | 43.8 | −2.4  |
|                                     | Plaid Cymru        | Daniel Thomas     | 6,722  | 18.1 | −1.8  |
|                                     | UKIP               | Richard Pritchard | 6,094  | 16.4 | +14.2 |
|                                     | Conservateur       | Ed Hastie         | 5,691  | 15.3 | +2.3  |
|                                     | Green              | Catrin Brock      | 1,185  | 3.2  | N/A   |
|                                     | Libéral Démocrates | Clare Bentley     | 1,173  | 3.2  | −11.8 |
| Majorité                            | Majorité           | Majorité          | 9,548  | 25.7 | −0.6  |
| Participation                       | Participation      | Participation     | 37,135 | 66.2 | +1.3  |
|                                     | Labour Co-op hold  | Labour Co-op hold | Swing  | −0.3 |       |

| Élections générales de 2010: Neath, |                    |                |        |      |      |
| Parti                               | Parti              | Candidat       | Votes  | %    | ±    |
|                                     | Labour             | Peter Hain     | 17,172 | 46.3 | −6.3 |
|                                     | Plaid Cymru        | Alun Llywelyn  | 7,397  | 19.9 | +2.8 |
|                                     | Libéral Démocrates | Frank Little   | 5,535  | 14.9 | +0.6 |
|                                     | Conservateur       | Emmeline Owens | 4,847  | 13.1 | +1.5 |
|                                     | BNP                | Michael Green  | 1,342  | 3.6  | N/A  |
|                                     | UKIP               | James Bevan    | 829    | 2.2  | N/A  |
| Majorité                            | Majorité           | Majorité       | 9,775  | 26.3 | N/A  |
| Participation                       | Participation      | Participation  | 37,122 | 64.9 | +2.4 |
|                                     | Labour hold        | Labour hold    | Swing  | −4.6 |      |

### Élections dans les années 2000
| Élections générales de 2005: Neath |                    |                  |        |      |      |
| Parti                              | Parti              | Candidat         | Votes  | %    | ±    |
|                                    | Labour             | Peter Hain       | 18,835 | 52.6 | −8.1 |
|                                    | Plaid Cymru        | Geraint Owen     | 6,125  | 17.1 | −1.3 |
|                                    | Libéral Démocrates | Sheila Waye      | 5,112  | 14.3 | +4.8 |
|                                    | Conservateur       | Harri Davies     | 4,136  | 11.5 | +2.0 |
|                                    | Green              | Susan Jay        | 658    | 1.8  | N/A  |
|                                    | Indépendant        | Gerry Brienza    | 360    | 1.0  | N/A  |
|                                    | Legalise Cannabis  | Pat Tabram       | 334    | 0.9  | N/A  |
|                                    | RESPECT            | Heather Falconer | 257    | 0.7  | N/A  |
| Majorité                           | Majorité           | Majorité         | 12,710 | 35.5 | N/A  |
| Participation                      | Participation      | Participation    | 35,817 | 62.2 | −0.3 |
|                                    | Labour hold        | Labour hold      | Swing  | −3.4 |      |

| Élections générales de 2001: Neath |                    |               |        |      |       |
| Parti                              | Parti              | Candidat      | Votes  | %    | ±     |
|                                    | Labour             | Peter Hain    | 21,253 | 60.7 | −12.8 |
|                                    | Plaid Cymru        | Alun Llewelyn | 6,437  | 18.4 | +10.3 |
|                                    | Libéral Démocrates | Dai Davies    | 3,335  | 9.5  | +3.2  |
|                                    | Conservateur       | David Devine  | 3,310  | 9.5  | +0.8  |
|                                    | Socialist Alliance | Huw Pudner    | 483    | 1.4  | N/A   |
|                                    | ProLife Alliance   | Gerry Brienza | 202    | 0.6  | N/A   |
| Majorité                           | Majorité           | Majorité      | 14,816 | 42.3 | N/A   |
| Participation                      | Participation      | Participation | 35,020 | 62.5 | −11.7 |
|                                    | Labour hold        | Labour hold   | Swing  | N/A  |       |

### Élections dans les années 1990
| Élections générales de 1997: Neath, |                         |                 |        |      |      |
| Parti                               | Parti                   | Candidat        | Votes  | %    | ±    |
|                                     | Labour                  | Peter Hain      | 30,324 | 73.5 | +5.5 |
|                                     | Conservateur            | David R. Adams  | 3,583  | 8.7  | −6.6 |
|                                     | Plaid Cymru             | Trefor Jones    | 3,344  | 8.1  | −3.2 |
|                                     | Libéral Démocrates      | Frank H. Little | 2,597  | 6.3  | +0.9 |
|                                     | Référendum              | Peter A. Morris | 975    | 2.4  | N/A  |
|                                     | Legalise Cannabis Party | Howard Marks    | 420    | 1.0  | N/A  |
| Majorité                            | Majorité                | Majorité        | 26,741 | 64.8 | N/A  |
| Participation                       | Participation           | Participation   | 41,243 | 74.3 | N/A  |
|                                     | Labour hold             | Labour hold     | Swing  | +6.1 |      |

| Élections générales de 1992: Neath, |                    |                  |        |      |      |
| Parti                               | Parti              | Candidat         | Votes  | %    | ±    |
|                                     | Labour             | Peter Hain       | 30,903 | 68.0 | +4.6 |
|                                     | Conservateur       | David R. Adams   | 6,928  | 15.2 | −0.9 |
|                                     | Plaid Cymru        | Dewi R.Evans     | 5,145  | 11.3 | +4.9 |
|                                     | Libéral Démocrates | Michael Phillips | 2,467  | 5.4  | −8.6 |
| Majorité                            | Majorité           | Majorité         | 23,975 | 52.8 | +5.5 |
| Participation                       | Participation      | Participation    | 45,443 | 80.6 | +1.8 |
|                                     | Labour hold        | Labour hold      | Swing  | +2.8 |      |

| Élection partielle de 1991: Neath |                                 |               |        |      |       |
| Parti                             | Parti                           | Candidat      | Votes  | %    | ±     |
|                                   | Labour                          | Peter Hain    | 17,962 | 51.7 | −11.7 |
|                                   | Plaid Cymru                     | Dewi Evans    | 8,132  | 23.3 | +16.9 |
|                                   | Conservateur                    | Richard Evans | 2,995  | 8.6  | −7.5  |
|                                   | Libéral Démocrates              | David Lloyd   | 2,000  | 5.8  | N/A   |
|                                   | Social Democratic               | John Warman   | 1,826  | 5.3  | −8.8  |
|                                   | Local Independent Labour        | Rhys Jeffreys | 1,253  | 3.6  | N/A   |
|                                   | Monster Raving Loony            | David Sutch   | 263    | 0.8  | N/A   |
|                                   | Captain Beany of the Bean Party | Barry Kirk    | 262    | 0.7  | N/A   |
| Majorité                          | Majorité                        | Majorité      | 9,830  | 28.7 | −18.5 |
| Participation                     | Participation                   | Participation | 34,753 | 64.0 | −14.8 |
|                                   | Labour hold                     | Labour hold   | Swing  | N/A  |       |

### Élections dans les années 1980
| Élections générales de 1987: Neath |                   |                |        |        |     |
| Parti                              | Parti             | Candidat       | Votes  | %      | ±   |
|                                    | Labour            | Donald Coleman | 27,612 | 63.37' | N/A |
|                                    | Conservateur      | Martin Howe    | 7,034  | 16.14  | N/A |
|                                    | Social Democratic | John Warman    | 6,132  | 14.07  | N/A |
|                                    | Plaid Cymru       | Huw John       | 2,792  | 6.41   | N/A |
| Majorité                           | Majorité          | Majorité       | 20,578 | 47.23  | N/A |
| Participation                      | Participation     | Participation  | N/A    | 78.84  | N/A |
|                                    | Labour hold       | Labour hold    | Swing  | N/A    |     |

| Élections générales de 1983: Neath |                   |                |        |       |     |
| Parti                              | Parti             | Candidat       | Votes  | %     | ±   |
|                                    | Labour            | Donald Coleman | 22,670 | 53.62 | N/A |
|                                    | Social Democratic | K Davies       | 9,066  | 21.44 | N/A |
|                                    | Conservateur      | R Buckley      | 7,350  | 17.38 | N/A |
|                                    | Plaid Cymru       | I Owen         | 3,046  | 7.20  | N/A |
|                                    | Computer Democrat | J Donavon      | 150    | 0.35  | N/A |
| Majorité                           | Majorité          | Majorité       | 13,604 | 32.17 | N/A |
| Participation                      | Participation     | Participation  | N/A    | 76.50 | N/A |
|                                    | Labour hold       | Labour hold    | Swing  | N/A   |     |

### Élections dans les années 1970
| Élections générales de 1979: Neath |               |                |        |       |     |
| Parti                              | Parti         | Candidat       | Votes  | %     | ±   |
|                                    | Labour        | Donald Coleman | 27,071 | 64.52 | N/A |
|                                    | Conservateur  | C Sandy        | 8,455  | 20.15 | N/A |
|                                    | Plaid Cymru   | Aled Gwyn      | 6,430  | 15.33 | N/A |
| Majorité                           | Majorité      | Majorité       | 18,616 | 44.37 | N/A |
| Participation                      | Participation | Participation  | N/A    | 81.22 | N/A |
|                                    | Labour hold   | Labour hold    | Swing  | N/A   |     |

| Élections générales d'octobre 1974: Neath |               |                |        |       |     |
| Parti                                     | Parti         | Candidat       | Votes  | %     | ±   |
|                                           | Labour        | Donald Coleman | 25,028 | 61.44 | N/A |
|                                           | Plaid Cymru   | HG Evans       | 7,305  | 17.93 | N/A |
|                                           | Conservateur  | M Harris       | 4,641  | 11.39 | N/A |
|                                           | Libéral       | D Owen         | 3,759  | 9.23  | N/A |
| Majorité                                  | Majorité      | Majorité       | 17,723 | 43.51 | N/A |
| Participation                             | Participation | Participation  | N/A    | 77.95 | N/A |
|                                           | Labour hold   | Labour hold    | Swing  | N/A   |     |

| Élections générales de février 1974: Neath |               |                |        |       |     |
| Parti                                      | Parti         | Candidat       | Votes  | %     | ±   |
|                                            | Labour        | Donald Coleman | 25,351 | 62.25 | N/A |
|                                            | Plaid Cymru   | HG Evans       | 8,758  | 21.51 | N/A |
|                                            | Conservateur  | LJ Walters     | 6,616  | 16.25 | N/A |
| Majorité                                   | Majorité      | Majorité       | 16,593 | 40.74 | N/A |
| Participation                              | Participation | Participation  | N/A    | 78.49 | N/A |
|                                            | Labour hold   | Labour hold    | Swing  | N/A   |     |

| Élections générales de 1970: Neath |               |                            |        |       |     |
| Parti                              | Parti         | Candidat                   | Votes  | %     | ±   |
|                                    | Labour        | Donald Coleman             | 28,378 | 71.42 | N/A |
|                                    | Conservateur  | David Henry J Martin-Jones | 6,765  | 17.03 | N/A |
|                                    | Plaid Cymru   | Glyn John                  | 4,012  | 10.10 | N/A |
|                                    | Communiste    | Bert Pearce                | 579    | 1.46  | N/A |
| Majorité                           | Majorité      | Majorité                   | 21,613 | 54.39 | N/A |
| Participation                      | Participation | Participation              | N/A    | 75.33 | N/A |
|                                    | Labour hold   | Labour hold                | Swing  | N/A   |     |

### Élections dans les années 1960
| Élections générales de 1966: Neath |               |                |        |       |     |
| Parti                              | Parti         | Candidat       | Votes  | %     | ±   |
|                                    | Labour        | Donald Coleman | 31,183 | 79.90 | N/A |
|                                    | Conservateur  | Paul H Valerio | 6,312  | 16.13 | N/A |
|                                    | Communiste    | James J David  | 1,632  | 4.17  | N/A |
| Majorité                           | Majorité      | Majorité       | 24,871 | 63.56 | N/A |
| Participation                      | Participation | Participation  | N/A    | 78.74 | N/A |
|                                    | Labour hold   | Labour hold    | Swing  | N/A   |     |

| Élections générales de 1964: Neath |               |                       |        |       |     |
| Parti                              | Parti         | Candidat              | Votes  | %     | ±   |
|                                    | Labour        | Donald Coleman        | 29,692 | 73.38 | N/A |
|                                    | Conservateur  | Mervyn Nelson Scorgie | 8,342  | 20.61 | N/A |
|                                    | Communiste    | James J David         | 2,432  | 6.01  | N/A |
| Majorité                           | Majorité      | Majorité              | 21,350 | 52.76 | N/A |
| Participation                      | Participation | Participation         | N/A    | 80.42 | N/A |
|                                    | Labour hold   | Labour hold           | Swing  | N/A   |     |

### Élections dans les années 1950
| Élections générales de 1959: Neath |               |                            |        |       |     |
| Parti                              | Parti         | Candidat                   | Votes  | %     | ±   |
|                                    | Labour        | D. J. Williams             | 30,469 | 71.37 | N/A |
|                                    | Conservateur  | Daniel Norton Idris Pearce | 10,263 | 24.04 | N/A |
|                                    | Communiste    | James J David              | 1,962  | 4.60  | N/A |
| Majorité                           | Majorité      | Majorité                   | 20,206 | 47.33 | N/A |
| Participation                      | Participation | Participation              | N/A    | 82.56 | N/A |
|                                    | Labour hold   | Labour hold                | Swing  | N/A   |     |

| Élections générales de 1955: Neath |               |                |        |       |     |
| Parti                              | Parti         | Candidat       | Votes  | %     | ±   |
|                                    | Labour        | D. J. Williams | 30,581 | 76.36 | N/A |
|                                    | Conservateur  | Jack C Hope    | 9,467  | 23.64 | N/A |
| Majorité                           | Majorité      | Majorité       | 21,114 | 52.72 | N/A |
| Participation                      | Participation | Participation  | N/A    | 77.88 | N/A |
|                                    | Labour hold   | Labour hold    | Swing  | N/A   |     |

| Élections générales de 1951: Neath |               |                   |        |       |     |
| Parti                              | Parti         | Candidat          | Votes  | %     | ±   |
|                                    | Labour        | D. J. Williams    | 34,496 | 76.89 | N/A |
|                                    | Conservateur  | Geoffrey Jennings | 10,367 | 23.11 | N/A |
| Majorité                           | Majorité      | Majorité          | 24,129 | 53.78 | N/A |
| Participation                      | Participation | Participation     | N/A    | 85.94 | N/A |
|                                    | Labour hold   | Labour hold       | Swing  | N/A   |     |

| Élections générales de 1950: Neath |               |                 |        |       |     |
| Parti                              | Parti         | Candidat        | Votes  | %     | ±   |
|                                    | Labour        | D. J. Williams  | 33,034 | 72.97 | N/A |
|                                    | Conservateur  | Jack C Hope     | 6,225  | 13.75 | N/A |
|                                    | Libéral       | O Vaughan Jones | 4,425  | 9.78  | N/A |
|                                    | Communiste    | A Thomas        | 1,584  | 3.50  | N/A |
| Majorité                           | Majorité      | Majorité        | 26,809 | 59.22 | N/A |
| Participation                      | Participation | Participation   | N/A    | 87.53 | N/A |
|                                    | Labour hold   | Labour hold     | Swing  | N/A   |     |

### Élections dans les années 1940
| Élections générales de 1945: Neath |                  |                |        |      |      |
| Parti                              | Parti            | Candidat       | Votes  | %    | ±    |
|                                    | Labour           | D. J. Williams | 37,957 | 75.8 | -3.5 |
|                                    | National Liberal | David Bowen    | 8,466  | 16.9 | N/A  |
|                                    | Plaid Cymru      | Wynne Samuel   | 3,659  | 7.3  | -8.9 |
| Majorité                           | Majorité         | Majorité       | 29,491 | 58.9 | -4.2 |
| Participation                      | Participation    | Participation  | N/A    | 75.7 | N/A  |
|                                    | Labour hold      | Labour hold    | Swing  | N/A  |      |

| Élection partielle de 1945: Neath |                         |                |        |      |     |
| Parti                             | Parti                   | Candidat       | Votes  | %    | ±   |
|                                   | Labour                  | D. J. Williams | 30,847 | 79.3 | N/A |
|                                   | Plaid Cymru             | Wynne Samuel   | 6,290  | 16.2 | N/A |
|                                   | Revolutionary Communist | Jock Haston    | 1,781  | 4.6  | N/A |
| Majorité                          | Majorité                | Majorité       | 24,557 | 63.1 | N/A |
| Participation                     | Participation           | Participation  | 38,918 | N/A  | N/A |
|                                   | Labour hold             | Labour hold    | Swing  | N/A  |     |

### Élections dans les années 1930
| Élections générales de 1935: Neath |             |                 |                 |     |     |
| Parti                              | Parti       | Candidat        | Votes           | %   | ±   |
|                                    | Labour      | William Jenkins | sans opposition | N/A | N/A |
|                                    | Labour hold | Labour hold     | Swing           | N/A |     |

| Élections générales de 1931: Neath |               |                 |        |      |      |
| Parti                              | Parti         | Candidat        | Votes  | %    | ±    |
|                                    | Labour        | William Jenkins | 30,873 | 64.0 | +3.8 |
|                                    | Libéral       | DG Davies       | 17,389 | 36.0 | +6.2 |
| Majorité                           | Majorité      | Majorité        | 13,484 | 27.9 | -2.5 |
| Participation                      | Participation | Participation   | 48,262 | 78.4 | -3.7 |
|                                    | Labour hold   | Labour hold     | Swing  | -1.2 |      |

### Élections dans les années 1920
| Élections générales de 1929: Neath |               |                 |        |      |     |
| Parti                              | Parti         | Candidat        | Votes  | %    | ±   |
|                                    | Labour        | William Jenkins | 29,455 | 60.2 | N/A |
|                                    | Libéral       | Jack Jones      | 14,554 | 29.8 | N/A |
|                                    | Unioniste     | David J Evans   | 4,892  | 10.0 | N/A |
| Majorité                           | Majorité      | Majorité        | 14,901 | 30.4 | N/A |
| Participation                      | Participation | Participation   | N/A    | 82.1 | N/A |
|                                    | Labour hold   | Labour hold     | Swing  | N/A  |     |

| Élections générales de 1924: Neath |             |                 |                 |     |     |
| Parti                              | Parti       | Candidat        | Votes           | %   | ±   |
|                                    | Labour      | William Jenkins | sans opposition | N/A | N/A |
|                                    | Labour hold | Labour hold     | Swing           | N/A |     |

| Élections générales de 1923: Neath |               |                 |        |      |      |
| Parti                              | Parti         | Candidat        | Votes  | %    | ±    |
|                                    | Labour        | William Jenkins | 20,764 | 62.3 | +2.8 |
|                                    | Libéral       | Thomas Elias    | 12,562 | 37.7 | -2.8 |
| Majorité                           | Majorité      | Majorité        | 8,202  | 24.6 | +5.6 |
| Participation                      | Participation | Participation   | N/A    | 73.9 | -1.5 |
|                                    | Labour hold   | Labour hold     | Swing  | +2.8 |      |

| Élections générales de 1922: Neath |                                       |                                       |        |       |       |
| Parti                              | Parti                                 | Candidat                              | Votes  | %     | ±     |
|                                    | Labour                                | William Jenkins                       | 19,566 | 59.5  | +24.3 |
|                                    | National Liberal                      | Hugh Edwards                          | 13,331 | 40.5  | -24.3 |
| Majorité                           | Majorité                              | Majorité                              | 6,235  | 19.0  | 48.6  |
| Participation                      | Participation                         | Participation                         | N/A    | 75.4  | +4.8  |
|                                    | Labour vainqueur sur National Liberal | Labour vainqueur sur National Liberal | Swing  | +24.3 |       |

### Élections dans les années 1910
| Élections générales de 1918: Neath |                                   |                |        |      |     |
| Parti                              | Parti                             | Candidat       | Votes  | %    | ±   |
|                                    | Libéral                           | Hugh Edwards   | 17,818 | 64.8 | N/A |
|                                    | Labour                            | Herbert Morgan | 9,670  | 35.2 | N/A |
| Majorité                           | Majorité                          | Majorité       | 8,148  | 29.6 | N/A |
| Participation                      | Participation                     | Participation  | N/A    | 70.6 | N/A |
|                                    | Libéral Vainqueur (nouveau siège) |                |        |      |     |